# Simone Vignoso
Simone Vignoso fue un almirante genovés del siglo XIV. En 1346 dirigió una flota que conquistó la Isla de Quíos y el puerto de Focea, estableciendo allí la compañía Maona de Quíos y Focea, dirigida por los genoveses. Nada se sabe de él antes de eso, o después de 1350.

## Biografía
Simone Vignoso se menciona por primera vez en 1345, como el almirante de una flota genovesa destinada a luchar contra los Grimaldi, nobles genoveses rebeldes que habían encontrado refugio en Mónaco. Cuando la revuelta fracasó y los nobles abandonaron Mónaco por Marsella, la flota se redirigió hacia el este, para defender los intereses comerciales genoveses en las rutas que conducían al Mar Negro, y posiblemente aliviar el asedio de Caffa.
Vignoso y sus 29 galeras partieron de Génova en mayo y llegaron a la colonia veneciana de Negroponte en la costa este de Grecia el 8 de junio de 1346. Allí los genoveses se encontraron con la flota de Humberto II de Viennois, para participar en la Segunda Cruzada de Esmirna. Vignoso se enteró de que Humbert pretendía capturar la isla de Chios, que desde 1304 hasta 1329 había sido posesión de la familia genovesa Zaccaria. Humberto trató de inducir a los genoveses a apoyar su planeado ataque a Quíos, prometiéndoles generosas recompensas. Los genoveses no solo se negaron, sino que atacaron a la flota cruzada, se apoderaron de los caballos y el equipo y procedieron a atacar ellos mismos a Quíos. En esto, los genoveses se vieron impulsados por la política (una empresa conjunta contra Quíos beneficiaría principalmente a Humberto y sus aliados venecianos, los rivales tradicionales de Génova), pero también por la expectativa de ganancias: el gobierno genovés había prometido reembolsar los gastos de los ciudadanos particulares que poseían y equipaban las galeras de Vignoso, pero hasta ese momento, el botín u otros beneficios de la flota irían a parar a los propietarios de los barcos.

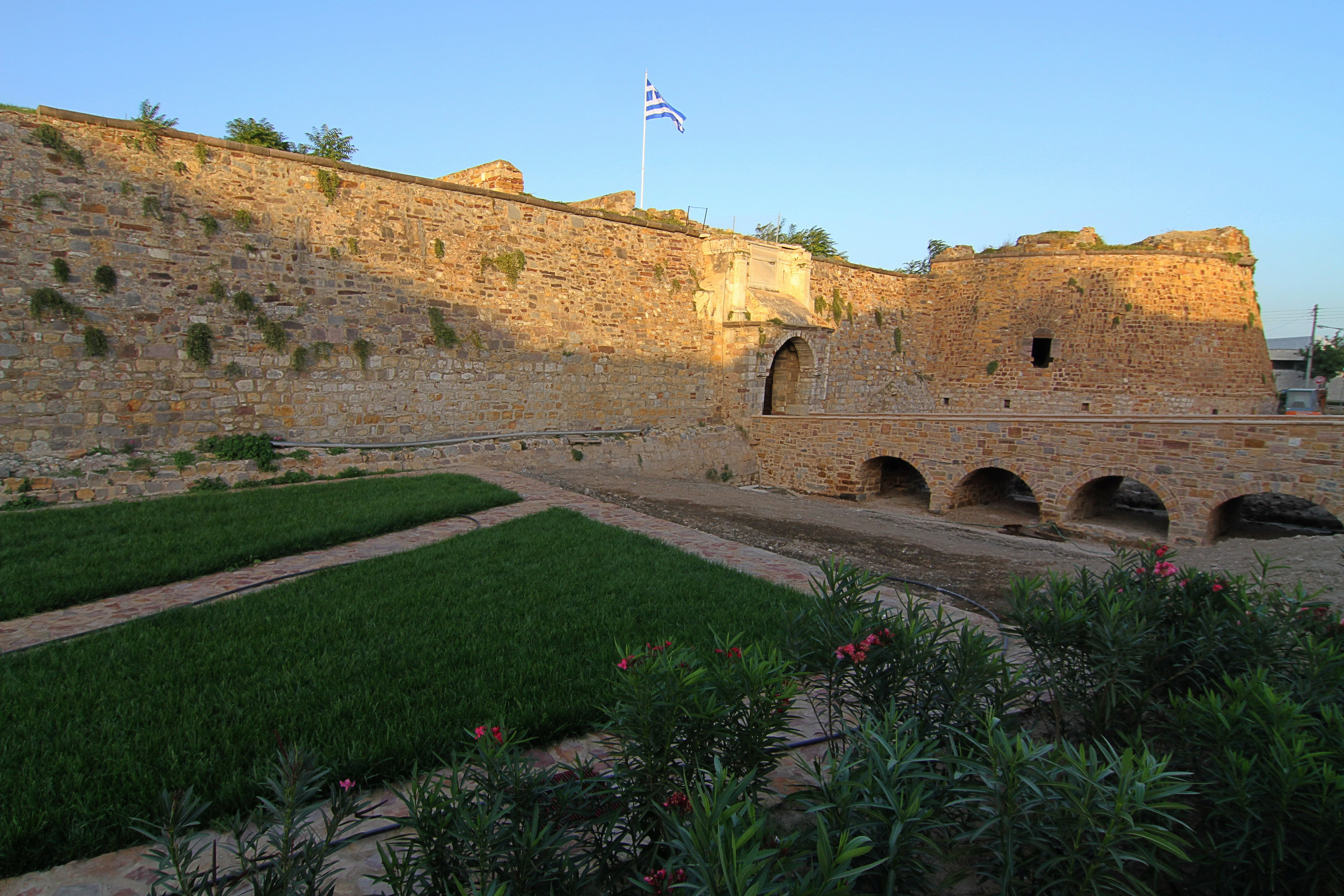
Vista de la ciudadela de Quíos en 2013.

Los genoveses desembarcaron en Quíos el 15 de junio y capturaron la isla en una semana, además de la ciudadela de la capital, que resistió hasta el 12 de septiembre. Los griegos locales inicialmente rechazaron los llamados genoveses a la rendición con el grito «¡Muerte a los genoveses!», pero no podían esperar ningún apoyo del gobierno bizantino, que estaba en medio de un proceso exhaustivo de guerra civil. La rendición de la ciudadela estuvo acompañada de un tratado entre los arcontes griegos locales y los genoveses, que ofrecía términos muy indulgentes a los magnates griegos: juraron lealtad a la República de Génova, pero por lo demás quedaron en posesión de sus propiedades, se dejaron intactos los privilegios conferidos por los emperadores bizantinos, y las iglesias ortodoxas y el clero quedaron bajo su cuidado. Además, al gobernador de la ciudadela, Caloianni Tzybos, se le prometieron 7.000 hyperpyra durante tres años y se les eximió de impuestos junto con su familia.
En otra semana, Vignoso ocupó los puertos de la Vieja Focea y la Nueva Focea en la costa de Anatolia, también antiguas posesiones de los Zaccaria, y centros de un comercio extremadamente lucrativo debido a sus minas de alumbre. Vignoso también pretendía capturar las islas de Lesbos y Ténedos, pero sus exhaustas tripulaciones se negaron a seguirlo. El exgobernador de la ciudadela de Quíos, Tzybos, fue nombrado gobernador de la antigua Focea.
En Quíos, Vignoso y los demás interesados de la expedición formaron una sociedad anónima para explotar sus nuevas posesiones, la Maona de Quíos y Focea, el 26 de febrero de 1347. Una revuelta de los magnates griegos en 1347 fue sofocada., y sus privilegios suspendidos y posesiones confiscadas y distribuidas entre los colonos genoveses y los accionistas de Maona. El mismo Vignoso fue gobernador (podestà) de la Maona en 1350. No se sabe nada más de él después.